# نويل ميرفي
نويل ميرفي هو سياسي كندي، ولد في 15 ديسمبر 1915 في لندن في المملكة المتحدة، وتوفي في 10 مارس 2005 في كندا. حزبياً، نشط في حزب المحافظين التقدمي في نيوفندلاند ولابرادور ‏.